# Kinder, Küche, Kirche
Kinder, Küche, Kirche (укр. діти, кухня, церква — німецька: [ˈkɪndɐ ˈkʏçə ˈkɪʁçə]) або «три Ка» — усталений німецькомовний вислів, що описує основні історичні уявлення про соціальну роль жінок в консервативній німецькій системі цінностей. Вираз мав на увазі обмеження інтересів жінки лише трьома сферами: вихованням дітей, готуванням їжі та відвідуванням церкви. Останні десятиліття часто використовується з іронією, зокрема прихильницями фемінізму.

## Варіанти фрази
В сучасних варіантах, вислів «Три К» зрідка вживався у варіанті чотирьох К «Kinder, Küche, Kirche, Kaiser», коли до звичних трьох додається ще кайзер (імператор). Також існує варіант, коли четвертим словом є «Kleider» — «одяг».  або й «5 К», де обігрується крім Діти (Kinder), Кухня (Küche), Церква (Kirche), ще різноманітні варіанти Кайзер (Kaiser), Одяг (Kleider), Кімнати (як покої, світлиці, їдальня чи апартаменти для гостей) (Kammer), Підвал чи Комора (Keller).

## Походження виразу
Авторство фрази, як правило, приписується останньому німецькому Кайзеру Вільгельму II або ж його дружині Августі-Вікторії. Вона, ймовірно, перейняла її з одного зі схожих більш ранніх німецьких висловлювань. Найвідоміші з них перераховані у другому томі німецьких прислів'їв «Словник: Скарбниця німецького народу» (нім. Deutsches sprichwörter-lexikon. Ein Hausschatz für das deutsche Volk), який було опубліковано в 1870 році Карлом Фрідріхом Вільгельмом Вандером; де Вандер посилається на Йоганнеса Матезіуса, лютеранського богослова XVI ст.:
«Чотири К належать благочестивій жінці, а саме — вона поважає церкву, покої, кухню, дітей.»Оригінальний текст (нім.)
[«Vier K gehören zu einem frommen Weib, nemlich, dass sie Achtung gebe auff die Kirche, Kammer, Küche, Kinder.»] Помилка: [undefined] Помилка: {{Lang}}: немає тексту (допомога): текст вже має курсивний шрифт (допомога)
Також Карл Вандер додає ще одну подібну фразу, яка вперше з'явилася в колекції 1810 року німецьких прислів'їв «Die weisheit auf der gasse: oder Sinn und geist deutscher sprichwörter» (укр. Мудрість провулків: або значення і дух німецьких прислів'їв) німецького католицького богослова Йогана Міхаеля Сайлера.:
«Хороша домогосподарка має п'ять K для турбот: покої, діти, кухня, підвал, одяг.»Оригінальний текст (нім.)
[«Eine gute Hausfrau hat fünf K zu besorgen: Kammer, Kinder, Küche, Keller, Kleider.»] Помилка: [undefined] Помилка: {{Lang}}: немає тексту (допомога): текст вже має курсивний шрифт (допомога)
У 1844 році німецька «Zeitung für den deutschen Adel» (укр. Газета для німецького дворянства) опублікувала цей останній вислів у своїй традиційній останній сторінці, як характеристику коротких заяв.
В різних варіантах цей вираз трапляється ще з XVI століття[джерело?], коли в ході Реформації змінювалися уявлення про роль сім'ї та жінки в суспільстві. Якщо в Середньовіччі шлюб був менш бажаним для людини, ніж чернецтво, оскільки жінки вважалися винними у первородному гріху, то протестанти розглядали сім'ю як інститут, у якому людина здійснює своє спасіння. Водночас, жінки ставали непідзвітними своїм чоловікам у питаннях віри.
За твердженням дослідниці Сильвії Палачек, в німецькому суспільстві вислів «Kinder, Küche, Kirche» став поширеним лише у 1970-х роках.

## Фемінізм
Цей вислів став одним із утілень боротьби фемінізму за рівноправ'я жінки в суспільстві в розрізі розширення сфери інтересів, прав та вивільнення з-під догмату цих «трьох Ка» жінок, вкладаючи в нього інший відтінок щодо трактувань. Фраза почала з'являтися у своєму нинішньому вигляді та значенні в письмовій формі на початку 1890-х років. Марі С. Ремік описала у своїй праці «Подорож до жінки», що вперше з'явилася в Англії в 1892 році. Цю фраза вона кілька разів використала протягом 1890-х років у своїх ліберальних листах та виступах:
«Після Німеччини, де жінки, мабуть, не зацікавлені в державних справах, і, здається, підкоряються заповіді молодого імператора: «Нехай жінки присвячують себе трьом K, — die Küche, die Kirche, die Kinder», активний інтерес та вплив англійських жінок на всі великі питання були освіжаючими.»Оригінальний текст (англ.)
[«After Germany, where women apparently take no interest in public affairs, and seem to obey to the letter the young emperor's injunction: «Let women devote themselves to the three K's, — die Küche, die Kirche, die Kinder» (kitchen, church, and children), the active interest and influence of English women on all great questions were refreshing.»] Помилка: [undefined] Помилка: {{Lang}}: немає тексту (допомога): текст вже має курсивний шрифт (допомога)
 У серпні 1899 р., на той час впливова британська ліберальна газета «The Westminster Gazette» розповіла про цю історію, згадавши також і четверту «К». Розповідь під назвою «Американська леді і Кайзер. Чотири К імператриці» описує аудієнцію, яку Кайзер Вільгельм ІІ дає двом американським суфражисткам. Вислухавши їх, Кайзер відповів:
«Я згоден зі своєю дружиною.
А ви знаєте, що вона каже?
Вона каже, що жінки не мають жодної справи, щоб втручається у щось поза чотирма К.
Чотири K — це Kinder, Küche, Kirche, і Kleider: Діти, Кухня, Церква та Одяг.»Оригінальний текст (англ.)
[«I agree with my wife.
And do you know what she says?
She says that women have no business interfering with anything outside the four K's.
The four K's are – Kinder, Küche, Kirche, and Kleider: Children, Kitchen, Church, and Clothing.»] Помилка: [undefined] Помилка: {{Lang}}: немає тексту (допомога): текст вже має курсивний шрифт (допомога)
Згадування Кайзера також зустрічається в 1911 р., в книзі Шарлотти Перкінс Гілман «The man-made world» (укр. Світ, що створений чоловіками). Одна з базових праць фемінізму — книга 1967-го року американської феміністки Наомі Вайсштайн названа: «Kinder, Küche, Kirche as Scientific Law: Psychology Constructs the Female» («KKK як науковий закон: психологія створює жінку»).